# Bustinza
Bustinza es una localidad del departamento Iriondo, provincia de Santa Fe, Argentina. Fue fundada en 1874 por Julián de Bustinza. Se halla a 65 km de Rosario y a 15 km de Cañada de Gómez, la cabecera del Departamento.

## Población
Cuenta con 1532 habitantes (Indec, 2010), lo que representa un descenso frente a los 1600 habitantes (Indec, 2001) del censo anterior.
| Gráfica de evolución demográfica de Bustinza entre 1991 y 2010 |
|                                                                |
| Fuente: Censos nacionales del INDEC                            |

## Santo Patrono
- San Francisco de Asís, festividad: 4 de octubre.

## Creación de la Comuna
- 14 de noviembre de 1887.